# Rusinów (gmina)
Rusinów – gmina wiejska w województwie mazowieckim, w powiecie przysuskim. W latach 1975–1998 gmina położona była w województwie radomskim.
Siedziba gminy to Rusinów.
Według danych z 30 czerwca 2004 gminę zamieszkiwało 4451 osób. Natomiast według danych z 31 grudnia 2019 roku gminę zamieszkiwały 4274 osoby.

## Struktura powierzchni
Według danych z roku 2002 gmina Rusinów ma obszar 82,93 km², w tym:
- użytki rolne: 68%
- użytki leśne: 25%

Gmina stanowi 10,36% powierzchni powiatu.

## Demografia

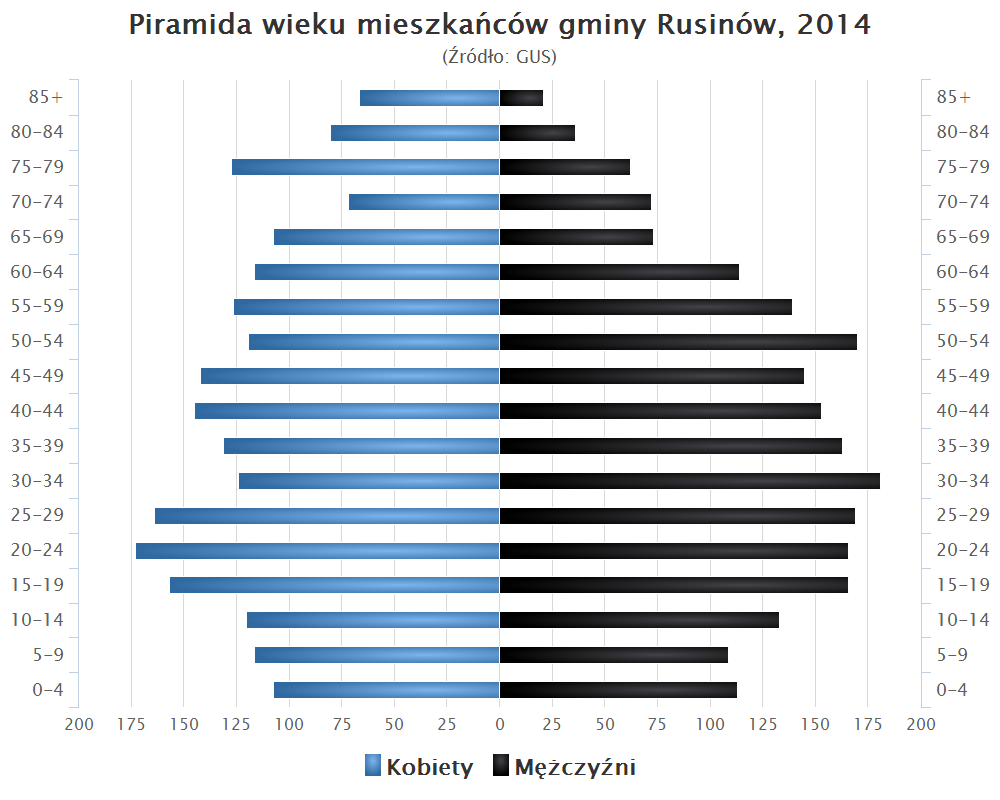
Piramida wieku mieszkańców gminy Rusinów w 2014 roku

Dane z 30 czerwca 2004:
| Opis                              | Ogółem | Ogółem | Kobiety | Kobiety | Mężczyźni | Mężczyźni |
| --------------------------------- | ------ | ------ | ------- | ------- | --------- | --------- |
| Jednostka                         | osób   | %      | osób    | %       | osób      | %         |
| Populacja                         | 4451   | 100    | 2239    | 50,3    | 2212      | 49,7      |
| Gęstość zaludnienia [mieszk./km²] | 53,7   | 53,7   | 27      | 27      | 26,7      | 26,7      |

## Sołectwa
Bąków, Bąków-Kolonia, Brogowa, Gałki, Grabowa, Karczówka, Klonowa, Krzesławice, Nieznamierowice, Przystałowice Małe, Rusinów, Władysławów, Wola Gałecka, Zychorzyn.

## Sąsiednie gminy
Drzewica, Gielniów, Klwów, Odrzywół, Potworów, Przysucha

## Szkolnictwo
- Zespół Szkół Ogólnokształcących w Rusinowie
- Publiczna Szkoła Podstawowa w Nieznamierowicach
- Publiczna Szkoła Podstawowa w Gałkach